# Gesellschaft für Wissenschaftsgeschichte
Die Gesellschaft für Wissenschaftsgeschichte (GWG) war eine 1965 gegründete deutsche Gesellschaft zur Förderung der Wissenschaftsgeschichte in allen Bereichen. Sie veranstaltete eigene Tagungen (wie die Jahrestagung) und entsendeten Vertreter an internationale Tagungen.
Die Gesellschaft entstand aus Anlass des Falls Berg, der zum Streit innerhalb der Deutschen Gesellschaft für die Geschichte der Medizin, Naturwissenschaft und Technik (DGGMNT) führte. Es gab Unzufriedenheit mit dem Umgang mit der nationalsozialistischen Verstrickung in einer Phase, als sich die Wissenschaftsgeschichte bemühte breitere Akzeptanz innerhalb der Geschichtswissenschaft zu finden. Außerdem sollte auch die Geschichte der Geistes- und Sozialwissenschaften, nicht nur der Naturwissenschaften, Medizin und Technik, in der neuen Gesellschaft interdisziplinär behandelt werden. Die erste Tagung fand im Januar 1965 mit 24 Teilnehmern statt unter Leitung von Karl Eduard Rothschuh. Vortragende waren der Medizinhistoriker Heinrich Schipperges, der Pharmaziehistoriker Rudolf Schmitz, der Mathematikhistoriker Joachim Otto Fleckenstein (Geschichte der Naturwissenschaften), Hans-Joachim Schoeps (für die Geistesgeschichte) und Erwin H. Ackerknecht (der über die Wissenschaftsgeschichte in den USA vortrug). Das erste reguläre Symposium fand im Oktober 1965 statt und Ende des Jahres gab es 54 Mitglieder. Die Symposien behandeln spezielle wechselnde Themen.
Die Gesellschaft gab die Zeitschrift Berichte zur Wissenschaftsgeschichte heraus, die mit Peer-Review vierteljährlich bei Wiley/VCH erschien. Die Redaktion hatte ihren Sitz an der Universität zu Lübeck (Institut für Medizingeschichte und Wissenschaftsforschung).
Zum Mitglied wurde man aufgrund des Vorschlags von zwei Mitgliedern in geheimer Wahl gewählt. Die Gesellschaft strebte damit im Gegensatz zur DGGMNT bewusst eine Auswahl der Mitglieder an. Die Mitgliederzahl war außerdem auf rund 100 beschränkt.
2017 hat sich die GWG mit der DGGMNT zur Gesellschaft für Geschichte der Wissenschaften, der Medizin und der Technik e. V. (GWMT) zusammengeschlossen.